# Saint Vrain Creek
La Saint Vrain Creek est un cours d'eau américain qui s'écoule dans les comtés de Boulder et de Weld, au Colorado. Elle est formée par la confluence de la North Saint Vrain Creek et de la South Saint Vrain Creek près du centre de Lyons et se jette dans la South Platte.